# Senado de España

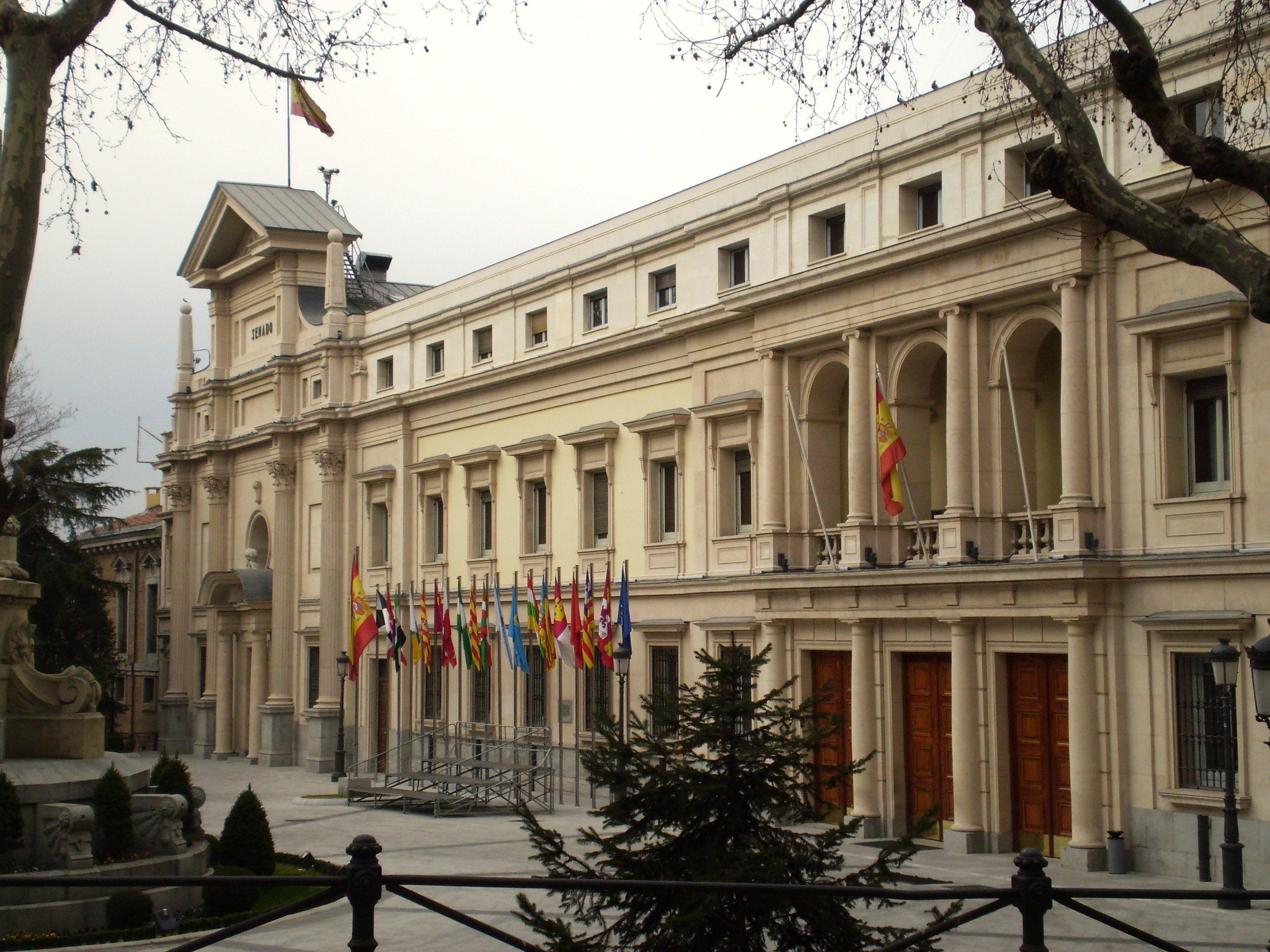
De senaat in Madrid

De Senaat is het hogerhuis van de Cortes Generales, het Spaanse parlement, naast het Congres van Afgevaardigden, het lagerhuis. Een gedeelte van de senatoren wordt direct verkozen, het andere gedeelte door middel van getrapte verkiezingen: zij worden benoemd door de parlementen van de autonome gemeenschappen.
Omdat de zetelverdeling op geografische basis plaatsvindt, kan de senaat gezien worden als een territoriale vertegenwoordiging (terwijl het Congres van Afgevaardigden een representatieve vertegenwoordiging is). Hierdoor staat het bestaansrecht van de senaat steeds meer ter discussie: de autonome regio's onderhandelen liever direct met de centrale overheid.
Op dit moment (in 2021) hebben er 262 vertegenwoordigers zitting in de senaat, maar dit is geen vast zetelaantal en verandert na elke verkiezing.

## Geschiedenis
De eerste voorloper van de Spaanse senaat werd gesticht in 1834 door middel van een koninklijke akte, door voormalig koningin en toenmalig regentes Maria Christina van Bourbon. Door deze akte had Spanje voor het eerst een tweekamerstelsel. In de Spaanse grondwet van 1837 werd het hogerhuis van deze twee kamers voor het eerst Senado genoemd. 
De senaat werd in het begin voornamelijk bezet door de grote mannen van Spanje, die werden aangewezen door de koning. Hierdoor was de senaat een vertegenwoordiging van wat onder het ancien régime de adel en de geestelijkheid genoemd werd.
Deze kamer had in de 18e eeuw net zoveel wetgevende macht als het Congres van Afgevaardigden, behalve in vrij specifieke gevallen. Het ging dan om zaken als bewapening of bepaalde belastingen.

## Bevoegdheden
Samen met het Congres van Afgevaardigden is de senaat de hoogste vertegenwoordiging van het Spaanse volk, en deelt dus een aantal taken met dit congres. De grondwet wijst de senaat de volgende bevoegdheden toe:
- die van wetgevende macht, gedeeld met het Congreso de los Diputados:
  - Het maken van wetten door middel van het recht van initiatief;
  - Het controleren van de regering door middel van mondelinge of schriftelijke vragen;
  - Het budgetrecht.
- daarnaast heeft de senaat, net als het congres, ook nog de bevoegdheid 4 magistraten in het Constitutioneel Hof te benoemen en 10 leden van de Consejo General del Poder Judicial, het bestuur van de rechterlijke macht, aan de koning voor te dragen.

In tegenstelling tot het congres neemt de senaat niet deel aan de vorming en installering van een nieuwe regering.
Bij een onderling conflict heeft het Congres van Afgevaardigden altijd het laatste woord. Ook kan de senaat geen wetsvoorstellen afkeuren, maar worden wetsvoorstellen teruggestuurd naar het congres in geval van een veto van de senaat - en in dat geval heeft het congres bovendien middelen om een wet aan te nemen zonder instemming van de senaat. 
Het enige vlak waarop de senaat bevoegdheid heeft en het congres niet, heeft te maken met het feit dat de senaat een territoriale vertegenwoordiging is, meer dan een representatieve (zoals het congres). De senaat is het enige overheidslichaam dat de regering toestemming kan geven een autonome gemeenschap sancties op te leggen als deze zijn grondwettelijke verplichtingen niet nakomt. Ook wordt de senaat geraadpleegd als de centrale overheid wetten van de verschillende gemeenschappen probeert te harmoniseren.

## Samenstelling
Een gedeelte van de senatoren wordt direct verkozen en de zetelverdeling hiervan wordt berekend uit de uitslag van dezelfde verkiezingen als voor het Congres van Afgevaardigden. In tegenstelling tot het congres is de zetelverdeling in de senaat echter niet evenredig verbonden aan de verkiezingsuitslag, maar wordt op basis van geografische indelingen opnieuw berekend, een combinatie dus van het districtenstelsel en evenredige vertegenwoordiging. 
Daarnaast wordt een gedeelte van de senatoren benoemd door de parlementen van de autonome gemeenschappen (wat een vorm is van getrapte verkiezingen omdat deze parlementen ook democratisch verkozen zijn). Het aantal zetels dat hierdoor gevuld wordt wisselt omdat dit gebeurt op basis van bevolkingsaantallen. 
Kleinere partijen moeten zich groeperen in een gemengde fractie, zodat zij vertegenwoordigd kunnen worden in de kleine commissie die de senaat vertegenwoordigt als de regering demissionair is of tijdens een reces. De samenstelling van deze commissie is evenredig aan het aantal senatoren van elke groep in de plenaire senaat.

### Verkiezing
De zetelverdeling van de senatoren die direct worden verkozen gaat als volgt: per provincie worden vier zetels verkozen, behalve voor de eilanden Mallorca, Gran Canaria en Tenerife, die elk door drie senatoren worden vertegenwoordigd, en de overige Canarische Eilanden en Balearen die met 1 zetel vertegenwoordigd zijn. De autonome steden Ceuta en Melilla in Noord-Afrika hebben elk twee afgevaardigden in de senaat. De zetels per kieskring (dus per provincie of eiland) worden vervolgens evenredig verdeeld naar de uitkomst van de verkiezingen in die gebieden.
De overige senatoren worden benoemd door de parlementen van de verschillende autonome gemeenschappen: één per gemeenschap, met daarbij een extra zetel per miljoen inwoners. Hierdoor verandert het aantal senatoren door de tijd.
Tot nu toe zijn verkiezingen voor het Congres van Afgevaardigden en voor de senaat altijd gecombineerd (één uitslag die voor beide gebruikt wordt), maar in theorie is het mogelijk deze verkiezing apart te organiseren. In werkelijkheid is dit echter niet waarschijnlijk. De laatste verkiezingen vonden plaats op 9 maart 2008.